# Packard 250
Packard 250 – samochód osobowy marki Packard z nadwoziem kabriolet produkowany w latach modelowych 1951–1952, od tzw. 24 do 25 serii aut tej marki. Stanowił bardziej sportową odmianę modelu Packard 200. Bliźniaczym modelem był hardtop coupé Packard 250 Mayfair.
Od modelu 200 różnił się pojemnością silnika (5.358 cm³) i osiągami. Montowano w nim mocniejszy silnik z modelu Packard 300.